# Gospodarski subjekt
Gospodarski subjekt je pravna osoba koja sudjeluje u ekonomskom životu neke države.

## Tipovi gospodarskih subjekata uHrvatskoj
- obrt

### Trgovačka društva
- d.o.o., društvo s ograničenom odgovornošću
- d.d., dioničko društvo
- k.d., komanditno društvo